# Бероун
Бероун (чеш. Beroun) град је у Чешкој Републици, у оквиру историјске покрајине Бохемије. Бероун је град у управној јединици Средњочешки крај, у оквиру којег је седиште засебног округа Бероун.

## Географија
Бероун се налази у средишњем делу Чешке републике. Град је удаљен од 35 km југозападно од главног града Прага, док је од од града Плзења удаљен 60 km североисточно.
Град Бероун се налази у области средишње Бохемије. Надморска висина града је око 230 m. Град се налази у области Средњочешке висије. Кроз град протиче истоимена река Бероунка.

## Историја
Подручје Бероуна било је насељено још у доба праисторије. Насеље под данашњим називом први пут се у писаним документима спомиње у 11. веку, а насеље је 1265. године добило градска права.
Године 1918. Бероун је постао део новоосноване Чехословачке. У време комунизма град је нагло индустријализован - као град на главној железничкој прузи из Прага у Плзењ; 1985. добио је и ауто-пут Д5. Између 1980.-1988. г Бероун је био званично уједињен са Краловим Двором у један град (Бероун-Кралув Двур, на чешком Beroun-Králův Dvůr). После пада социјализма дошло је до опадања активности тешке индустрије и до проблема са преструктурирањем привреде, као у многих осталих чешких градова.

## Становништво
Бероун данас има око 18.000 становника и последњих година број становника у граду расте. Поред Чеха у граду живе и Роми.

## Партнерски градови
- Condega
- Гослар
- Rijswijk
- Бжег

## Галерија
- Градска кућа
- Плзењска капија
- Градска гимназија
- Градска железничка станица